# Institutul Bucerius
Institutul Bucerius (în ebraică: מכון בוצריוס לחקר החברה וההיסטוריה הגרמנית בת זמננו Makhon Bucerius l'heker hahevra v'hahistoria hagermanit bat zmanenu - în engleză: Bucerius Institute for Research of Contemporary German History and Society), de pe lângă Universitatea din Haifa, se ocupă cu cercetarea istoriei și societății germane contemporane. Institutul a fost înființat în anul 2001 de către fundația ZEIT-Stiftung Ebelin und Gerd Bucerius iar președintele institutului este Prof. Manfred Lahnstein. Institutul Bucerius este axat pe cercetarea problematicii istorice și sociale în Germania actuală. Întemeietorul și primul său director a fost prof. Yfaat Weiss, în prezent profesoară la Universitatea Ebraică din Ierusalim. Începând cu anul 2008, poziția de director al Institutului Bucerius a fost deținută de către dr. Amos Morris Reich, conferențiar la catedra de istoria evreilor de la Universitatea din Haifa.

## Cercetări
Institutul promovează cercetarea istoriei contemporane și a realității social- politice și culturale a Germaniei, și vizează o mai buna cunoaștere a Germaniei moderne în rândurile comunității academice. De asemenea, institutul favorizeaza schimburi academice între Germania, diferite alte țări europene și Israel.
Tematica și varietatea metodologică a subiectelor cercetate de institut în ultimul deceniu cercetare, au inclus printre altele, probleme legate de identitate, emigrație, integrare, fenomenul de multiculturalism, cetățenie și liberalism, rasă, istorie vizuală, istorie orală și istoria știintei, în context german,israelian și european.
Institutul Bucerius tinde să îmbine discipline și metodologii variate, carcetari ale unor perioade istorice și contexte geografice, pentru a aduce în prim plan, aspecte din istoria germană ăi cea evreiască ,care pot revela laturi complexe ale istoriei sinuoase a Germaniei contemporane.  
Institutul a devenit o importantă sursă de informații asupra unor procese specifice  Germaniei și Europei post-belice. Informațiile sunt puse la dispoziția studenților și cercetătorilor de la Universitatea din Haifa, și publicului larg.

## Activități publice și academice
Institutul organizează anual conferințe, ateliere de lucru sau prelegeri ale unor cercetători și oameni de cultură oaspeți.  
Dintre subiectele abordate în cadrul Institutului Bucerius se pot enumera următoarele:  
- Strategia generală de securitate a Uniunii Europene și strategia culturală germană  (The European Union Gross Security Strategy and the German Cultural Strategy) – Dr. Rachel Suissa, Universitatea din Haifa
- Violența antievreiască și contextul ei istoric (Violence against Jews and its Historical Context)– Prof. David Engel, Universitatea New York
- Politica migrării în Germania (The Migration Policy in Germany) – Rita Süssmuth – fosta membră a Bundestagului
- Experiențe de cultură queer în timpul celui de al III-lea Reich si al Holocaustului
- Istoriografia evreiască și confruntarea ei cu postmodernismul (Jewish Historiography and the Challenge of Postmodernism) – Prof. Michael Brenner – Catedra  de Istorie și Cultură evreiască a Unversității din München

Pe lângă aceasta, persoane publice din viața germană contemporană,ca de exemplu Josef Joffe sau Wolf Biermann, au ținut conferințe cu ocazia diferitelor evenimente inițiate de Institut.
Din când în când institutul organizează și evenimente cu caracter special, ca de exemplu festivaluri de film sau spectacole muzicale care atrag o audiența largă și din afara universității. În anul 2007, Institutul a participat la organizarea festivalului de film DEFA/RDG, care a avut ca subiect “Cinematograful german în spatele Cortinei de Fier”. În anul 2008 a găzduit drama muzicală cu titlul “Mit și Realitate în Viața lui Marlene Dietrich.”

## Acordări de burse și schimburi de personal academic
Institutul Bucerius susține un program activ de burse și subvenții felurite pentru teze de master și de doctorat. El contribuie la cercetări asupra vieții contemporane în Germania și Israel și promoveaza o colaborare între oamenii de știință și cultură din Israel și din străinătate. Institutul Bucerius face parte dintr-o largă comunitate de institute de cercetare, ca de exemplu, Institutul Leo-Baeck , Fundatia Israel-Germania (GIF) pentru Cercetare și Dezvoltare, Institutul Dubnow de Cercetare a Istoriei și Culturii Evreiești, Institutul de Cercetări Sociale din Hamburg, Institutul de Istorie a Evreilor Germani, Grupul de Cercetare “Didactica biologiei” de la Universitatea din Jena, diferite fundații si alte institute academice din Germania și Israel.

## Publicații
În martie 2005, Institutul Bucerius a publicat lucrarea “Memorie și amnezie: Holocaustul în Germania”, o serie de articole sub redacția lui Gilad Margalit și Yfaat Weiss,de la Universitatea din Haifa(în ebraică). Volumul reprezintă rezultatul unor serii de întâlniri avute între anii 2001-2002, ale unor cercetători ai Holocaustului din Israel, Germania, alte țări ale Europei și Statele Unite.

Atelierele de studii prin intermediul cărora au avut loc discuțiile au utilizat istoriografia, literatura și  cinematografia, în studierea principalelor narațiuni ale victimelor, ale perpetratorilor de crime și a martorilor, în situații diverse din timpul Holocaustului. Unele articole din carte au fost introduse ulterior în Anuarul Institutului Leo Baeck, 2004.
Rezultatele Conferinței pe tema  „Vecini de moarte” au fost publicate în Jurnalul „Mittelweg” 36, al Institutului de Științe Sociale din Hamburg.
Alte numeroase publicații ale membrilor asociați ai institutului se ocupă cu istoria actuală a Germaniei și cu relatiile dintre evrei și neevrei în Germania, restul Europei și Israel.